# Alfredo Mantovano
Alfredo Mantovano (Lecce, 14 gennaio 1958) è un politico e magistrato italiano, dal 23 ottobre 2022 sottosegretario di Stato alla Presidenza del Consiglio dei ministri con le funzioni di segretario del Consiglio dei ministri nel governo Meloni.
È stata deputato alla Camera per le legislature XIII, XIV e XVI, senatore della Repubblica per la XV legislatura e sottosegretario di Stato al Ministero dell'interno dal 12 giugno 2001 al 17 maggio 2006 e dal 12 maggio 2008 al 16 novembre 2011 nei governi Berlusconi II, III e IV.

## Biografia
Nato a Lecce, si laurea in giurisprudenza all'Università di Roma "La Sapienza" nel 1981, con una tesi sui "Problemi di legittimità costituzionale della legge 22 maggio 1978, n. 194" di cui ha avuto come relatore Manlio Mazziotti di Celso, e che tratta della costituzionalità della legge italiana sull'aborto.
Giornalista pubblicista dal 1984, collabora col settimanale Tempi e con svariati quotidiani, della carta stampata e online.
Da febbraio 2015 ad ottobre 2022 è stato presidente della sezione italiana della fondazione Aiuto alla chiesa che soffre, un ente di diritto pontificio che si occupa di persecuzioni religiose.

### Attività in magistratura
Nel 1983 entra in magistratura, dove dal 1985 al 1987 svolge le funzioni di pretore presso il Tribunale di Ginosa a Taranto (comune che nel 2023 gli conferirà la cittadinanza onoraria), mentre dal 1988 al 1996 è giudice penale al Tribunale di Lecce; nel 1995 diventa capo dell'ufficio legislativo del Ministero delle risorse agricole, alimentari e forestali.
Da maggio 2013 è consigliere alla IV sezione penale della Corte d'appello di Roma, dove si occupa – fra l'altro – di misure di prevenzione e di diritto penale europeo e internazionale e coordina l'ufficio delle rogatorie internazionali. Da ottobre 2018 è consigliere di sezione penale alla Corte di Cassazione, fino a ottobre 2022.
Dal 2018 al 2022 è stato consigliere della 2ª sezione penale della Corte suprema di cassazione..
Dal 2015 è vicepresidente del Centro studi Rosario Livatino, costituito da magistrati, avvocati, notai e docenti di materie giuridiche, di approfondimento delle tematiche che fanno riferimento alla vita, alla famiglia, alla libertà religiosa e al ruolo della giurisdizione. Dal 2018 è direttore responsabile di L-Jus, la rivista semestrale online del Centro studi Livatino. Ha rassegnato le dimissioni da entrambe le associazioni al momento del conferimento dell’attuale incarico di governo.

### Attività politica

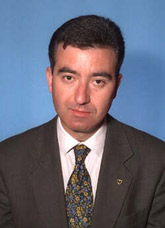
Mantovano eletto alla Camera nel 1996.

Alle elezioni politiche del 1996 si candida alla Camera dei deputati nel collegio maggioritario di Squinzano, sostenuto dalla coalizione di centro-destra Polo per le Libertà in quota Alleanza Nazionale (AN), dove viene eletto deputato con il 50,76% dei voti contro il candidato de L'Ulivo Giuseppe Taurino (46,98%). Nel corso della XIII legislatura, oltre ad aderire al gruppo parlamentare di AN, ha fatto parte della 2ª Commissione Giustizia, della Commissione parlamentare antimafia e della Giunta delle elezioni.
Nel 1997 s'iscrive ufficialmente al partito di AN, di cui diventa coordinatore regionale in Puglia fino al 2005. In quegli anni vengono approvate diverse sue proposte di legge in materia di semplificazione dei "rientri" dai protesti, di magistrati nelle zone a rischio, di risarcimento dei danni in favore delle vittime della mafia, di protezione e tutela dei testimoni di giustizia. Inoltre è relatore della riforma dell'articolo 513 del Codice di procedura penale, riguardo al contraddittorio nel processo, e della riforma del diritto societario. Contribuisce all'approvazione della riforma del sistema di risarcimento per le vittime del racket e dell'usura, con una serie di emendamenti accolti. Nella Commissione parlamentare antimafia coordina, tra il 1997 e 1999, il primo comitato che si occupa delle misure di contrasto al racket, all'usura, al riciclaggio, nonché delle connessioni tra criminalità organizzata e appalti. Con tale qualifica, fa approvare in commissione un documento sulla gestione dei testimoni di giustizia e un alto sulle infiltrazioni di tipo mafioso nei cantieri navali di Palermo. Da giugno 2000 alla fine della legislatura coordina il comitato sul contrabbando e, in tale veste, su questo tema conduce una terza indagine, conclusa con una relazione approvata dalla Commissione antimafia.
Alle elezioni politiche del 2001 venne ricandidato alla Camera nel collegio elettorale di Casarano, sostenuto dalla coalizione di centro-destra Casa delle Libertà in quota Alleanza Nazionale, raccogliendo il 45,37% dei voti e venendo sconfitto dal candidato de L'Ulivo, nonché ex premier, Massimo D'Alema (51,49%). Il 4 ottobre 2005 diventa deputato, subentrando nella quota proporzionale a Gennaro Malgieri eletto nel consiglio di amministrazione della Rai. Nella XIV legislatura della Repubblica è stato membro della 3ª Commissione Affari esteri e comunitari, venendo sostituito per l'incarico di governo che occupa da Alberto Arrighi.
Con la vittoria della Casa delle Libertà alle politiche del 2001 e la seguente nascita del secondo governo presieduto da Silvio Berlusconi, a giugno 2021 viene nominato sottosegretario di Stato al Ministero dell'interno, con delega alla pubblica sicurezza, alla presidenza della Commissione sui programmi di protezione per collaboratori e testimoni di giustizia, al commissario antiracket e antiusura, al commissario sulle vittime della mafia. Segue la preparazione e l'approvazione delle leggi sull'immigrazione, sul contrasto al terrorismo, sulla violenza sportiva, sulle vittime del terrorismo, sulla droga e sull'ordinamento della Polizia di Stato.
Alle elezioni politiche del 2006 si candida al Senato della Repubblica, tra le liste di AN nella circoscrizione Puglia in seconda posizione, risultando eletto senatore. Nel corso della XV legislatura ha fatto parte della 1ª Commissione Affari Costituzionali e della Comitato parlamentare di controllo sui servizi segreti che, con la riforma dell'intelligence italiana del 2007, diventa Comitato parlamentare per la sicurezza della Repubblica, oltre ad essere primo firmatario di mozioni, interpellanze e interrogazioni, facendo sette proposte di legge, tra cui quelle sull'istituzione di una procura antiterrorismo e del riordino delle forze di polizia italiane.
Alle elezioni politiche del 2008 viene ricandidato alla Camera, tra le liste del Popolo della Libertà (che univa principalmente Forza Italia e Alleanza Nazionale) nella circoscrizione Puglia in quarta posizione, venendo rieletto deputato. Nella XVI legislatura della Repubblica è stato membro della 5ª Commissione Bilancio, tesoro e programmazione.
Con la vittoria della coalizione di centro-destra alle politiche del 2008 e la seguente nascita del quarto governo presieduto da Berlusconi, viene nominato dal Consiglio dei Ministri come sottosegretario agli interni, ottenendo poi le deleghe alla pubblica sicurezza, alla presidenza della Commissione sui programmi di protezione per collaboratori e testimoni di giustizia, al Commissario antiracket e antiusura, al Commissario sulle vittime della mafia e al Commissario sulle persone scomparse. Segue la preparazione e l'approvazione delle varie leggi che rientrano nel Pacchetto sicurezza, con nuove norme in tema di contrasto alle mafie, di prevenzione dell'immigrazione clandestina e di sicurezza urbana. Contribuisce all'azione in aree a rischio nota come Modello Caserta e coordina i lavori del comitato per l'Islam italiano. Dirige interventi su territori complessi, come quello della città di Prato. Compone l'unità di crisi al momento dell'emergenza immigrazione nel 2011.
A marzo 2011 presenta le dimissioni da sottosegretario, a causa della decisione di Berlusconi di trasferire gli immigrati da Lampedusa a Manduria (Taranto), che poi vengono ritirate. Nello stesso anno aderisce alla corrente interna del Popolo della Libertà "Nuova Italia" guidata da Gianni Alemanno e che si rifà alla destra sociale.
A dicembre 2012 Mantovano, insieme ad altri parlamentari del PdL, vota la fiducia al governo di Mario Monti, a cui Berlusconi aveva invece tolto il sostegno.
In vista delle elezioni politiche del 2013 decide di non candidarsi al Parlamento e rientra in ruolo nella magistratura.
Dopo la vittoria della coalizione di centro-destra alle elezioni politiche anticipate del 2022 e il successivo incarico di formare un governo affidato a Giorgia Meloni, il 21 ottobre 2022 viene indicato quale sottosegretario di Stato alla Presidenza del Consiglio dei ministri con le funzioni di segretario del Consiglio dei ministri. Il 23 ottobre, durante il primo consiglio dei ministri del governo Meloni, viene ufficializzato la nomina a sottosegretario. Successivamente diventa Autorità delegata per la sicurezza della Repubblica, dopo che l'esecutivo ha modificato una legge che prevedeva il divieto di attribuzione di questo ruolo a chi già ricopre un altro incarico di governo, e ottiene le deleghe alla cybersicurezza e alle politiche antidroga.

## Vicende giudiziarie
Il 27 gennaio 2025 l'avvocato ed ex parlamentare Luigi Li Gotti ha inviato al procuratore della Repubblica Francesco Lo Voi un esposto contro Meloni, il sottosegretario Mantovano e i ministri Nordio e Piantedosi, per la vicenda del rilascio di Usāma al-Maṣrī Nağīm, dirigente della RADA (ex milizia islamista passata alle dipendenze del Ministero dell'Interno libico). Al-Maṣrī, a seguito di un mandato di cattura internazionale dalla Corte penale internazionale dell'Aja per crimini di guerra e contro l'umanità, era stato arrestato dalla DIGOS il 19 gennaio e poi rilasciato dalla Corte d'Appello di Roma due giorni dopo, a causa della mancata richiesta del Ministero della Giustizia di dare esecuzione al mandato di arresto internazionale per un asserito vizio di forma nel mandato di arresto. Subito dopo al-Maṣrī fu espulso dall'Italia. A seguito dell'esposto Mantovano è stato iscritto nel registro degli indagati per concorso in favoreggiamento personale aggravato e peculato aggravato. Il 6 agosto 2025 il Tribunale dei Ministri ha chiesto l'autorizzazione a procedere alla Camera dei Deputati per tutti i reati contestati.

## Opere
- La giustizia negata. L’esplosione della criminalità fra crisi dei valori ed emergenza istituzionale, Piacenza, 1992
- Giustizia a una svolta. Verso il tramonto o verso il ricupero della legalità?, Piacenza, 1993
- La riforma della custodia cautelare. Una prima lettura in base ai lavori preparatori, saggio pubblicato in due parti sulla rivista La Giustizia penale, novembre 1995 e dicembre 1995
- Commento alle nuove norme sulla custodia cautelare (con altri autori), (Bologna, 1996)
- Città di Maria (con altri autori), Lecce, 1997
- Testimoni a perdere, Lecce, 2000
- Miliardi in fumo, Lecce, 2001
- La difficile antimafia (con altri autori) (Roma, 2002)
- Verso una nuova cittadinanza – Le best practice nell'e-governament (con altri autori), Roma, 2003
- Verso una nuova amministrazione: un passaggio complesso (con altri autori), Roma, 2004
- Ritorno all'Occidente. Bloc-notes di un conservatore, Milano, 2004
- Prima del kamikaze. Giudici e legge di fronte al terrorismo islamico, Soveria Mannelli, 2005
- Il dovere dell'identità, Soveria Mannelli, 2006
- La Guerra Dei Dico, Soveria Mannelli, 2007
- Immigrazione senza regole, Fondazione Magna Carta, 2007
- La vitalità del diritto naturale (con altri autori), Palermo, 2008
- I(r)rispettabili. Il consenso sociale alle mafie (con Domenico Airoma), Soveria Mannelli, 2013
- Libertà dalla droga. Diritto, scienza, sociologia (con Massimo Introvigne e Giovanni Serpelloni), Milano, 2015
- Omofobi per legge? Colpevoli per non aver commesso il fatto, Cantagalli, 2020)
- In vece del popolo italiano. Percorsi per affrontare la crisi della magistratura, Cantagalli, 2020
- Legge omofobia perché non va. La proposta Zan esaminata articolo per articolo, Cantagalli, 2021
- Eutanasia, le ragioni del no. Il referendum, la legge, le sentenze, Cantagalli, 2021
- Droga, le ragioni del no. La scienza, la legge, le sentenze, Cantagalli, 2022
- Un Giudice come Dio comanda. Rosario Livatino, La toga e il martirio, Milano, 2022 (2^ ed accresciuta)